# Larry Bird
Larry Joe Bird (n. 7 decembrie 1956, West Baden Springs⁠(d), Indiana, SUA) este un fost jucător american de baschet. Împreună cu Magic Johnson, Bird a fost în anii 1980 printre cei mai buni jucători profesioniști de baschet din liga "National Basketball Association" (NBA), din America de Nord. A jucat 13 sezoane în NBA, toate cu Boston Celtics, cu care a câștigat trei campionate : 1981, 1984 și 1986.
A apărut și în All-NBA Game în nouă sezoane, fiind desemnat cel mai valoros jucător al partidei trei ani consecutiv: 1984, 1985 și 1986.
După ce s-a retras în 1992 din cauza unor probleme cronice de spate, a mers la Indiana Pacers, mai întâi ca antrenor (1997-2000) și apoi ca președinte al Operațiunilor legate de baschet (2003-2012 și 2013-2017).
Bird este singura persoană din istoria NBA care a fost numită Rookie of the Year, Regular Season MVP, Finals MVP, All-Star Game MVP, Antrenorul anului și Executivul anului.